# Catedral de Santa Maria (Edimburg)
La catedral de Santa Maria o catedral de la Verge Santa Maria (en anglès: St Mary's Cathedral) és una catedral de l'Església episcopal escocesa a Edimburg, Escòcia. Va ser construït a finals del segle xix a l'oest de la ciutat nova d'Edimburg. La catedral és la visió del bisbe d'Edimburg, un dels set bisbes de l'Església episcopal, que forma part de la comunió anglicana. Dissenyat en estil gòtic per sir George Gilbert Scott, la catedral està ara protegida com a edifici catalogat en la categoria A, ja que és Patrimoni de la Humanitat.

## Història
El 1689, després de la Revolució Gloriosa, el presbiterianisme va ser restaurat en lloc de l'episcopat en l'Església nacional d'Escòcia. La catedral de Saint Giles, d'Edimburg, tal com va ser llavors, va entrar al ministeri de l'Església establerta, i això feu que els episcopals quedessin sense catedral a Edimburg. Durant un temps, el residu episcopal d'aquella congregació es va adorar en un vell molí de llana, a prop de Carrubber's, prop del lloc de l'actual església del Sant Pau, que va ser utilitzada com a procatedral fins a principis del segle xix, quan aquesta funció recaigué en l'església de Sant Pau a York Place.

### Finançament
La construcció originària anà a càrrec de Barbara i Mary Walker, germanes inferiors, que proporcionaren fons a aquest efecte a partir de 1873. Posseïen els voltants de Drumsheugh Estate i vivien a Easter Coates House, que encara sobreviu al nord de la catedral. Eren les netes del reverend George Walker, ministre episcopal de l'antiga església de Meldrum (1734-1781). El seu pare, William Walker, era un advocat d'Exchequer, i un portador de la vara blanca d'Escòcia. William Street, a prop, rep el seu nom. La seva mare era Mary Drummond, filla de George Drummond, sis vegades Lord Provost d'Edimburg i iniciadora de la ciutat nova.

### Disseny i construcció
La catedral va ser dissenyada per sir George Gilbert Scott i la pedra de la fundació la posà el 21 de maig de 1874 el duc de Buccleuch i Queensberry, la família del qual havia estat recolzant l'episcopat escocès durant els cent anys anteriors. A l'interior de la pedra es col·locà una ampolla amb una còpia de l'escriptura de fiança, el directori d'oficines d'Edimburg, l'almanac d'Oliver i Boyd, diaris i monedes. En preparació per a l'obertura de la catedral, s'havia format una congregació per adorar en una església de ferro temporal erigida al lloc ara ocupat per l'Escola de Cançons. A partir del 26 de maig de 1876, va ser dirigida pel degà, James Montgomery, i dos capellans, i va créixer ràpidament. La nau de la catedral s'inaugurà el 25 de gener de 1879 i des d'aquest dia, s'han realitzat serveis diaris a la catedral. Les espardenyes bessones a l'extrem oest, conegudes com "Barbara" i "Mary", de les germanes Walker, no es van començar fins a 1913 i es van completar el 1917. L'arquitecte en fou Charles Marriott Oldrid Scott, net de sir George. El constructor en va ser Edwin C. Morgan.
El retaule està dissenyat per John Oldrid Scott i esculpit per Mary Grant.

## Música
La catedral de Santa Maria és l'única catedral d'Escòcia que manté una tradició de serveis corals diaris amb coreografies procedents de la seva escola de cor. Va ser la primera catedral de Gran Bretanya que emprà noies en triple línia i nois, el 1978, quan Dennis Townhill era organista i mestre de cor. El 2005, la catedral es va convertir en la primera catedral de tradició anglicana a tenir un cant femení en els serveis diaris. L'orgue del pare Henry Willis va ser construït el 1879.
Es va fundar l'Escola de Música Santa Maria, que continua educant els coreògrafs de la catedral i ara és una escola de música especialitzada separada, oberta a tots els alumnes.
Hi ha deu campanes originàries a la torre central de la catedral, amb dues campanes més incorporades posteriorment. Van ser un regal del primer degà de Santa Maria, James F. Montgomery. Les campanes es van dedicar el 29 d'octubre de 1879.
La catedral acull diversos concerts clàssics durant el Festival anual de Fringe d'Edimburg.

### Organistes de la catedral
- T.H. Collinson
- 1878 Thomas Henry Collinson
- 1929 Robert Head
- 1958 Eric Parsons
- 1961 Dennis Townhill
- 1991 Timothy Byram-Wigfield
- 1999 Matthew Owens
- 2005 Simon Nieminski
- 2007 Duncan Ferguson

## Memorials
- - 1879–1897 James Montgomery
  - 1897–1919 John Wilson
  - 1920–1925 Edward Henderson
  - 1925–1938 William Margetson
  - 1938–1939 Logie Danson
  - 1940–1944 David Dunlop
  - 1944–1949 Ivor Ramsay
  - 1949–1956 Hector Gooderham
  - 1957–1967 Reginald Foskett
  - 1967–1970 Patrick Rodger
  - 1970–1990 Philip Crosfield
  - 1990–2017 Graham Forbes
  - Setembre 2017– John Conway

## Artefactes
El banc de sir Walter Scott es va traslladar a la catedral el 2006. La seva primera ubicació va ser a l'església de Sant Jordi a York Place, i després es va traslladar el 1932 a l'església de Sant Pau per carretera quan es van unificar les dues congregacions, i aquest últim es va convertir en Sant Pau i Sant Jordi.

## Ubicació
La catedral es troba entre Palmerston Place i Manor Place al West End, a la ciutat nova d'Edimburg.